# Artiomowo (wołost Artiomowo)
Artiomowo (ros. Артёмово) – wieś (dieriewnia) w Rosji, w obwodzie pskowskim, w rejonie newelskim. W 2010 liczyła 150 mieszkańców.